# Конгоньял
Конгоньял (порт. Congonhal) — муниципалитет в Бразилии, входит в штат Минас-Жерайс. Составная часть мезорегиона Юг и юго-запад штата Минас-Жерайс. Находится в составе крупной городской агломерации . Входит в экономико-статистический микрорегион Позу-Алегри. Население составляет 9692 человека на 2007 год. Занимает площадь 205,756 км². Плотность населения — 48,3 чел./км².
Праздник города — 12 декабря, в день основания. Город основан 12 декабря 1953 года.

## Статистика
- Валовой внутренний продукт на 2003 год составляет 61 539 195,00 реалов (данные: Бразильский институт географии и статистики).
- Валовой внутренний продукт на душу населения на 2003 год составляет 6561,38 реалов (данные: Бразильский институт географии и статистики).
- Индекс развития человеческого потенциала на 2000 год составляет 0,726 (данные: Программа развития ООН).